# بیت نجاد (یمن)
 بیت نجاد  روستایی است در ناحیهٔ کوه (جبل اعقیب)، از توابع استان مَحویت در کشور یمن در شبه جزیره عربستان. 
جمعیت آن ۳۵۰ نفر (۱۱ خانوار) می‌باشد.